# Austrofundulus limnaeus
Austrofundulus limnaeus är en fiskart som beskrevs av Schultz, 1949. Austrofundulus limnaeus ingår i släktet Austrofundulus och familjen Rivulidae. Inga underarter finns listade.